# M/S Viberö
M/S Viberö är en av Waxholmsbolagets passagerarfartyg. Hon byggdes 1993 på Oskarshamns Varv, som nummer 4 i Waxholmsbolagets V-serie. Systerfartygen heter M/S Vaxö, M/S Vånö, M/S Väddö och M/S Värmdö.

## Galleri

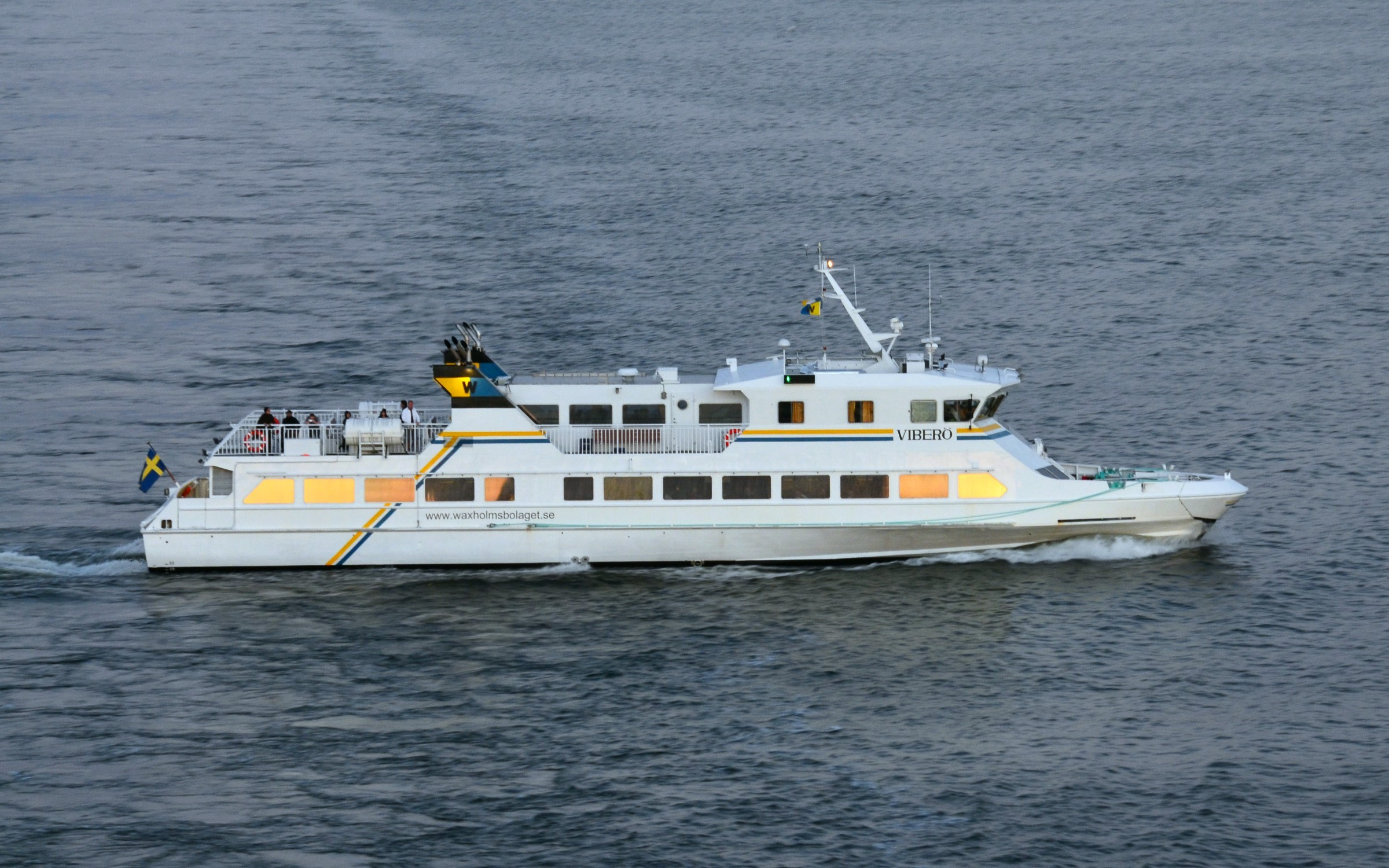
M/S Viberö norr om Oxdjupet på väg mot Vaxholm
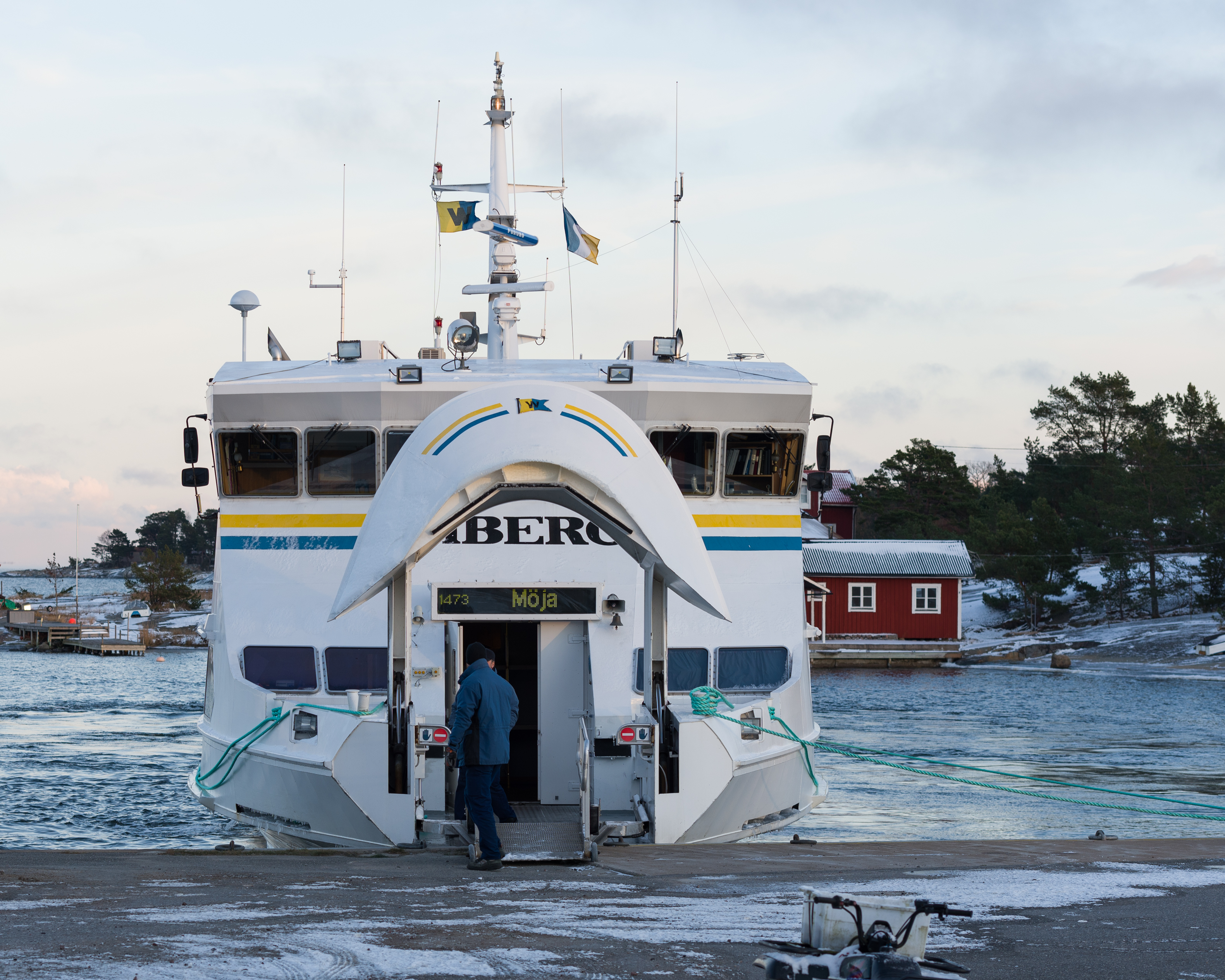
M/S Viberö vid Långvik.
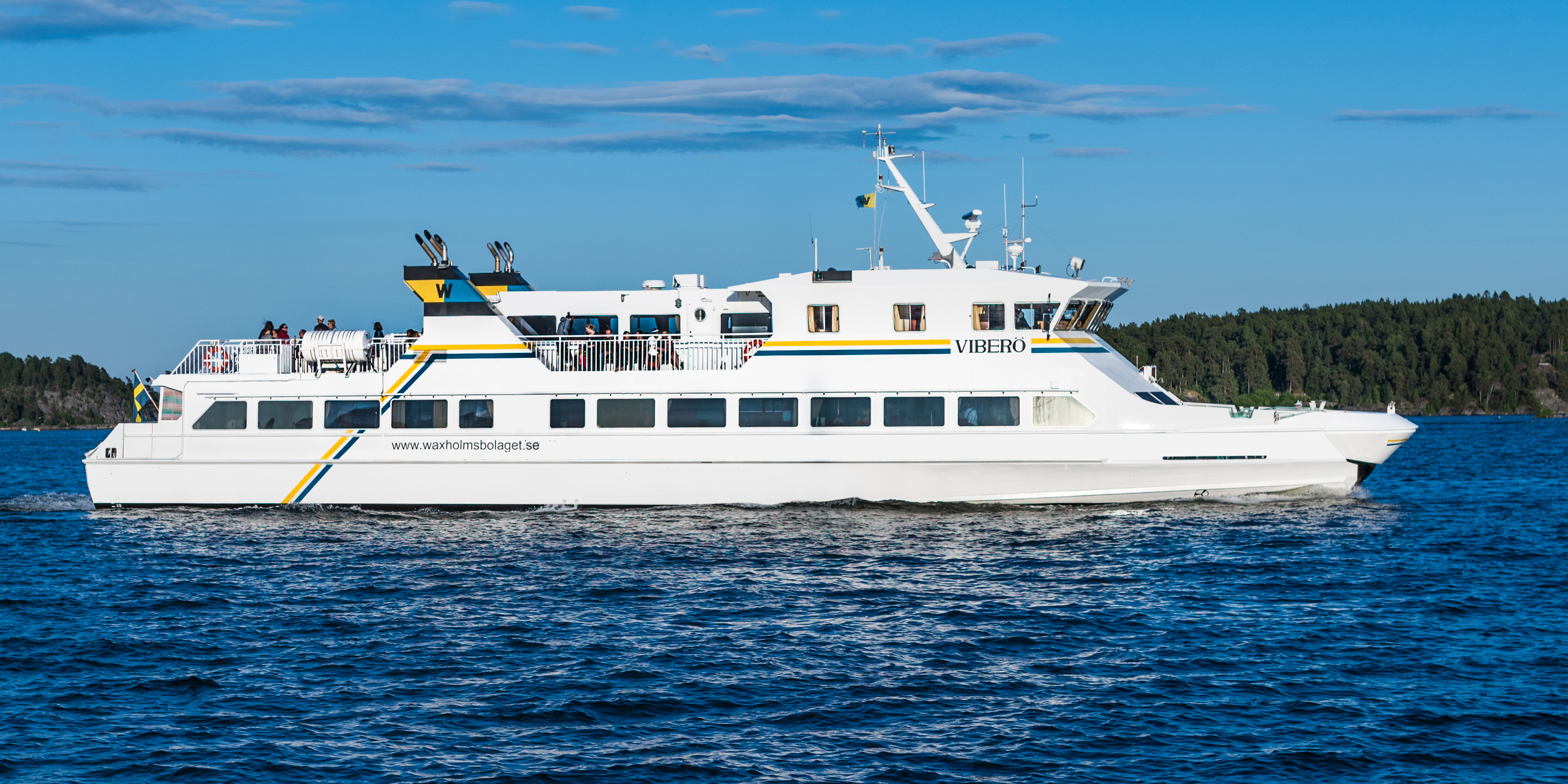
M/S Viberö lämnar Vaxholm